# Бронішовиці (Свентокшиське воєводство)
Бронішовиці (пол. Broniszowice) — село в Польщі, у гміні Бодзехув Островецького повіту Свентокшиського воєводства.
Населення — 104 особи (2011).
У 1975-1998 роках село належало до Келецького воєводства.

## Демографія
Демографічна структура на день 31 березня 2011 року:
|          | Загалом | Допрацездатний вік | Працездатний вік | Постпрацездатний вік |
| -------- | ------- | ------------------ | ---------------- | -------------------- |
| Чоловіки | 52      | 12                 | 34               | 6                    |
| Жінки    | 52      | 12                 | 26               | 14                   |
| Разом    | 104     | 24                 | 60               | 20                   |